# Valentin Rosier
Valentin Rosier   (Montalban, 19 d'agost de 1996) és un futbolista professional francès que juga com a lateral dret al CA Osasuna.

## Carrera de club
Nascut a Montauban, Tarn-et-Garonne, d'ascendència guadalupea, malgaxe i italiana, Rosier va començar la seva carrera sènior amb el Rodez AF a la quarta categoria el 2015, passant al Dijon FCO de la Ligue 1 un any després, amb un contracte de tres temporades.
Rosier va fer el seu debut com a professional el 31 de gener de 2017, als vuitens de final de la Copa de França, jugant la totalitat d'una derrota per 2-1 contra el Bordeus. Amb els mateixos rivals el 30 d'abril, va jugar el seu primer partit de màxima categoria en un empat sense gols.
El 27 de juny de 2019, Rosier va signar un contracte de tres anys amb l'Sporting CP de la Primeira Liga de Portugal, per una quota de 7,5 milions d'euros i l'intercanvi de Mama Baldé al Dijon. Va debutar el 15 de setembre en un empat a 1 davant el Boavista FC. La seva primera temporada es va veure interrompuda per lesions als peus.
El 2 d'octubre de 2020, Rosier va fitxar pel Beşiktaş cedit per a la temporada 2020-21.
L'11 de desembre de 2023, es va anunciar oficialment que Rosier havia estat exclòs de l'equip juntament amb Vincent Aboubakar, Eric Bailly, Rachid Ghezzal i Jean Onana a causa del mal rendiment i la incompatibilitat dins de l'equip.
El 16 de gener de 2024, el Beşiktaş va enviar a Rosier cedit al club de la Ligue 1 OGC Nice fins al final de la temporada, amb l'opció de fer el moviment permanent.
El 4 de juliol de 2024, Rosier es va incorporar al recentment promogut club de la Lliga espanyola CD Leganés amb un contracte de quatre anys. Després d'una bona campanya amb els madrilenys, en què va disputar 36 partits, el CA Osasuna va anunciar maig de 2025 el seu fitxatge per la temporada següent, efectiu a partir del 30 de juny de 2025, com a agent lliure.

## Carrera internacional
Rosier va guanyar set partits amb França a nivell sub-21, tots el 2018. En el seu debut el 23 de març, l'equip va guanyar per 3-0 a Kazakhstan en una eliminatòria europea.

## Palmarès
Beşiktaş
- Süper Lig: 2020-21
- Copa de Turquia: 2020-21
- Supercopa de Turquia: 2021

Individual
- Equip de la temporada de la Süper Lig: 2020-21[15]